# 彥惠
彥惠（？—？）满洲正黄旗人，清末官员。

## 生平
宣统二年（1910年），彥惠任学部总务司郎中。宣统三年八月十二日，彥惠被派为资政院议员。